# Toujouse
Toujouse é uma comuna francesa na região administrativa de Occitânia, no departamento de Gers. Estende-se por uma área de 14,5 km². Em 2010 a comuna tinha 262 habitantes (densidade: 18,1 hab./km²).